# Distretto di Bugesera
Il distretto di Bugesera è un distretto (akarere) del Ruanda, parte della Provincia Orientale, con capoluogo Nyamata.
Il distretto si compone di 15 settori (imirenge):
- Gashora
- Juru
- Kamabuye
- Mareba
- Mayange
- Musenyi
- Mwogo
- Ngeruka
- Ntarama
- Nyamata
- Nyarugenge
- Rilima
- Ruhuha
- Rweru
- Shyara